# Episodi di Le amiche di mamma (seconda stagione)
La seconda stagione della serie televisiva Le amiche di mamma è stata pubblicata su Netflix il 9 dicembre 2016.
| nº | nº | Titolo originale                   | Titolo italiano                      | Prima TV USA    | Prima TV Italia |
| -- | -- | ---------------------------------- | ------------------------------------ | --------------- | --------------- |
| 14 | 1  | Welcome Back                       | Bentornati                           | 9 dicembre 2016 | 9 dicembre 2016 |
| 15 | 2  | Mom Interference                   | Intrusione materna                   | 9 dicembre 2016 | 9 dicembre 2016 |
| 16 | 3  | Ramona's Not-So-Epic First Kiss    | Un primo bacio non tanto mitico      | 9 dicembre 2016 | 9 dicembre 2016 |
| 17 | 4  | Curse of Tanner Manor              | La maledizione della casa dei Tanner | 9 dicembre 2016 | 9 dicembre 2016 |
| 18 | 5  | Doggy Daddy                        | Il papino di Cosmo                   | 9 dicembre 2016 | 9 dicembre 2016 |
| 19 | 6  | Fuller Thanksgiving                | Un Ringraziamento perfetto           | 9 dicembre 2016 | 9 dicembre 2016 |
| 20 | 7  | Girl Talk                          | Le Girl Talk                         | 9 dicembre 2016 | 9 dicembre 2016 |
| 21 | 8  | A Tangled Web                      | Una vicenda ingarbugliata            | 9 dicembre 2016 | 9 dicembre 2016 |
| 22 | 9  | Glazed & Confused                  | Drammi e ciambelle                   | 9 dicembre 2016 | 9 dicembre 2016 |
| 23 | 10 | New Kids in the House              | I New Kids                           | 9 dicembre 2016 | 9 dicembre 2016 |
| 24 | 11 | DJ and Kimmy's High School Reunion | La rimpatriata del liceo             | 9 dicembre 2016 | 9 dicembre 2016 |
| 25 | 12 | Nutcrackers                        | Lo schiaccianoci                     | 9 dicembre 2016 | 9 dicembre 2016 |
| 26 | 13 | Happy New Year Baby                | Bebè di Capodanno                    | 9 dicembre 2016 | 9 dicembre 2016 |